# Araneus alboventris
Araneus alboventris es una especie de araña del género Araneus, tribu Araneini, familia Araneidae. Fue descrita científicamente por Emerton en 1884.
Se distribuye por Canadá y Estados Unidos. La especie se mantiene activa durante los meses de enero, abril, mayo, junio, julio, agosto y septiembre.